# SV Braunau

Klassisches Vereinswappen der SV Braunau

Die Sportvereinigung Braunau war ein Fußballverein aus der oberösterreichischen Bezirkshauptstadt Braunau am Inn.
Am 31. Jänner 2002 war der Verein aus finanziellen Gründen gezwungen, den Spielbetrieb einzustellen und sich aufzulösen. Ab der Spielzeit 1993/94 bis zur Vereinsauflösung spielte der Verein durchgehend achteinhalb Saisonen in der zweitklassigen Ersten Division.
Im Mai desselben Jahres wurde mit dem FC Braunau ein Fußballklub gegründet, der an die Tradition der SVB anknüpft, jedoch nicht sein offizieller Nachfolgeverein ist.

## Geschichte
Die SV Braunau wurde im Jahr 1919 mit den Farben Schwarz-Weiß in der Mannschaftstube der Braunauer Kaserne ins Leben gerufen. Schon im Sommer dieses Jahres fand das erste Freundschaftsspiel gegen die SV Ried statt. In der Saison 1920/21 errang der junge Verein überlegen den Meistertitel in der 2. Klasse Gau Salzburg, die als eine von drei zweiten Klassen den Unterbau zur damals vom Fußballverband für Oberösterreich und Salzburg ausgerichteten Liga Oberösterreich-Salzburg diente. Dabei setzten sich die Braunauer, die ihre Heimspiele auf dem damaligen Exerzierplatz austrugen, klar gegen die Vereine SV Ried, SV Vöcklabruck, 1. Salzburger SK 1919 Reserve und SK Nordstern Salzburg durch. In den Qualifikationsspielen zur Relegation gegen den Letzten der Liga Oberösterreich-Salzburg scheiterte Braunau jedoch mit zwei Niederlagen gegen die beiden übrigen Gaumeister Sparta Linz (5. Juni 1921; 1:3) und Freiheit Steyr (19. Juni 1921; 0:3) Daneben trug der SV Braunau in den ersten Jahren Freundschaftsspiele, meist gegen Mannschaften aus dem benachbarten Bayern und dem Land Salzburg, aus.
Nachdem der Spielbetrieb 1940 gänzlich eingestellt worden war, wurde die SV Braunau 1945 wiederbelebt und nahm erstmals an einer Meisterschaft teil. In den Jahren 1947 und 1948 gelangen zwei Meistertitel in der regionalen 2. Klasse, jeweils vor den Lokalrivalen SV Ried, ATSV Altheim und ATSV Ranshofen. Danach spielte die SVB in der zweithöchsten Spielklasse des oberösterreichischen Verbandes, wo ihr zwei Vizemeistertitel gelangen. 1963 folgten der Abstieg in die dritte Spielklasse und ein von regelmäßigen Auf- und Abstiegen geprägtes Jahrzehnt, ehe man sich ab 1972 wieder in der zweiten Landesliga etablieren konnte. Nach 13 Jahren in dieser Spielklasse wurde 1985 der Aufstieg in die Landesliga erreicht. Drei Jahre konnten sich die Braunauer in dieser Liga halten, dann folgte der Wiederabstieg. Doch 1991 setzte die SVB zum Durchmarsch an, gewann zunächst den Titel in der zweiten Landesliga und als Aufsteiger 1992 sofort auch den Landesmeistertitel.
Nachdem man in der Spielzeit 1991/1992 noch in der Aufstiegsrelegation Mitte am LUV Graz gescheitert war, konnte man sich in der Folgesaison nach dem zweiten Meistertitel in Folge in der oberösterreichischen Landesliga im Play-off gegen den SAK Klagenfurt und SV Flavia Solva Wagna durchsetzen und zog damit erstmals in den Profifußball ein.
| SV Braunau                |                          |
| Vereinsdaten              |                          |
| Langname                  | Sportvereinigung Braunau |
| Gegründet:                | 1919                     |
| Vereinsauflösung:         | 2002                     |
| Vereinsfarben:            | Schwarz-Weiß             |
| Letzter Präsident:        | Walter Lugmayr           |
| Letzter Trainer:          | Radan Lukic              |
| Letzter Ausrüster:        | Erima                    |
| Letzte Ligazugehörigkeit: | Erste Division           |
| Letzte Platzierung:       | 8. Platz (2000/01)       |
| Stadion                   | Grenzlandstadion Braunau |
| Fassungsvermögen          | 7500                     |

### Profifußball
Nachdem der Verein im ersten Jahr seiner Zugehörigkeit zur 2. Division, trotz einer bis auf den Ex-Internationalen Peter Hrstic zur Landesliga fast unveränderten Mannschaft, problemlos den Klassenerhalt geschafft hatte, steckten sich die Innviertler zur Spielezeit 1994/95 bereits wesentlich höhere Ziele. Braunau verfehlte jedoch trotz der erstmals hohen Investitionen in Spieler wie Matthias Bleyer oder Damir Knežević den angepeilten Platz zwischen Rang fünf und acht deutlich. Lag man nach dem Herbstdurchgang noch an achter Stelle, kam man nach einem Einbruch im Frühjahr sogar noch in den Abstiegskampf, dem in der vorletzten Runde vor Meisterschaftsschluss auch der zuvorige Erfolgstrainer Ernst Knorrek zum Opfer fiel und durch Ernst Weber ersetzt wurde. Von den beiden Einkäufen wurde der enttäuschende Kneževic bereits im Winter wieder in seine Heimat an HNK Rijeka verkauft, Bleyer erfüllte erst im letzten Saisondrittel die Erwartungen und wurde zweiter der Torschützenliste der 2. Division. Am Ende schaffte man mit Tabellenplatz 11 jedoch doch noch den sicheren Klassenerhalt.
Im Folgejahr investierte man abermals mit den Verpflichtungen der bundesligaerprobten Spieler Dietmar Emich und Christian Kraiger viel Geld in die Mannschaft, um der Vorherrschaft des großen Innviertler Rivalen SV Ried ein Ende zu setzen. Mit einem 4:0-Auswärtssieg gegen den FC Kufstein in der ersten Meisterschaftsrunde war man auch erstmals in der Vereinsgeschichte Tabellenführer der 2. Bundesliga, ehe man nach einer Serie von sechs sieglosen Spielen ans Tabellenende abrutschte und erst durch einen starken Endspurt noch im Herbst wieder ins Mittelfeld der Liga gelangte. Im Frühjahr hatte der Verein daraufhin erstmals durch den Konkurs von Hauptsponsor Glorit mit finanziellen Problemen zu kämpfen. Hinzu kam im März des Jahres 1996 der Abgang von Trainer Weber zur österreichischen U-21 Nationalmannschaft, wodurch der achte Tabellenrang im Mittelfeld der Liga als Erfolg verbucht werden konnte. Stürmer Bleyer prolongierte seine gute Form aus der Rückrunde der letzten Saison und wurde mit 15 Saisontoren hinter den Kufsteiner Zoran Toskić abermals zweiter der Torschützenliste.
In der Spielzeit 1996/97 hatte man mit der Sparkasse zwar einen neuen Hauptsponsor gefunden, musste jedoch die Abgänge von Abwehrchef Gerhard Fellner zu VSE St. Pölten und Toptorjäger Bleyer zum FC Linz verkraften, die man über die gesamte Saison nicht ersetzen konnte. Die Mannschaft stagnierte, hatte weder mit dem Aufstieg noch dem Abstieg etwas zu tun und beendete die Spielzeit auf Tabellenplatz sieben.
Zur Folgespielzeit versuchte man erstmals mit der Verpflichtung von insgesamt vier nigerianischen Talenten, darunter den späteren Viertelfinalisten des olympischen Fußballturniers 2000 Blessing Kaku, das spielerische Niveau der Mannschaft zu steigern. Vor allem Abwehrspieler Louis Udoh erwies sich in Folge als Glücksgriff und entwickelte sich zu einem wichtigen Bestandteil der mit 27 Gegentoren hinter dem First Vienna FC zweitbesten Defensive der Liga. Im Reformjahr der 2. Division mit der Reduktion von 16 auf zehn Mannschaften samt Umbenennung in 1. Division, belegte Braunau daraufhin mit Tabellenplatz vier, lediglich acht Punkte hinter Meister und Aufsteiger SK Vorwärts Steyr, die beste Platzierung der Vereinsgeschichte.
Trotz des Abgangs von Udoh zum damaligen Ligakonkurrenten VfB Admira Wacker Mödling in der Sommerübertrittszeit zur Spielzeit 1998/99, präsentierte sich Braunau daraufhin abermals vor allem als defensivstarkes Team. Im Verlauf der Saison ließ man lediglich 34 Gegentore zu, was gleichzeitig der Bestwert in der Liga war. Dem Gegenüber stand jedoch eine eklatante Offensivschwäche, die sich durch lediglich 31 selbst erzielte Tore äußerte. Mit Tabellenplatz fünf landete man abermals im Niemandsland der Liga.
Ende der 90er Jahre hatte Braunau bereits durch Altlasten mit einem Schuldenberg von 3,5 Millionen Schilling zu kämpfen, wodurch man gezwungen war, die Einkaufspolitik drastisch zu ändern. In Folge entwickelte sich Braunau aufgrund der geographischen Nähe zu einer Art Ausbildungsverein für Jugendspieler des SV Salzburg, die zuvor nicht die Aufnahme in den Profikader des Bundesligisten fanden. Bis zum finanziellen Crash im Jänner 2002 kamen unter anderem Bernd Winkler, Alexander Schriebl, Manfred Pamminger und Gerhard Breitenberger von Salzburg nach Braunau, die allesamt zu Stützen der Mannschaft avancierten. Von 2000 bis 2002 hatte man stets neben dem DSV Leoben den jüngsten Kader der Liga bzw. teilte sich auch noch mit den Leobenern den Nimbus der „Unabsteigbaren Mannschaft“ aus der zweithöchsten Spielklasse.

### Konkurs
Nach dem FC Linz und Vorwärts Steyr schlitterte Braunau als dritter oberösterreichischer Traditionsverein Anfang des neuen Jahrtausends in den finanziellen Konkurs.
Ende 2000 konnte Braunau bereits über längere Zeit die Spielergehälter nicht bezahlen und stand kurz vor dem Ende, was durch die Gründung der SV Braunau Betriebs-GmbH am 8. Februar 2001 und den zusätzlich daraus resultierenden 5,5 Millionen Schilling aus Sponsorengeldern kurzfristig verhindert werden konnte. Zuvor war bereits ein erster Rettungsversuch mit einem Sponsor aus Deutschland gescheitert.
Neun Monate später im November desselben Jahres wurde vom ehemaligen Braunau Spieler und damaligen Rechtsvertreter mehrerer Spieler ein Konkursantrag aufgrund von Überschuldung beim Landesgericht Ried eingebracht. Zuvor waren bereits zwei Spieler aus ihrem laufenden Vertrag bei Braunau ausgetreten, nachdem der Verein nur noch Spielern, die dem Verein eine Frist gesetzt hatten, einen Teil ihres Gehalts bezahlte.
Am 30. Jänner 2002 wurde der Spielbetrieb in Braunau endgültig eingestellt und der Verein in Folge aufgelöst. Insgesamt hatten 89 Gläubiger eine Gesamtsumme von 35,5 Millionen Schilling eingefordert, woraufhin der Masseverwalter Bankgarantie von ca. sechs Millionen Schilling als Voraussetzung für ein Weiterbestehen des Vereins nannte. Trotz mehrerer Rettungsversuche durch Präsident Walter Lugmayer konnte die Bankgarantie nicht aufgebracht werden, wodurch die Bundesliga den Verein aus dem Ligabetrieb ausschloss. Die Liga wurde daraufhin mit neun Vereinen zu Ende gespielt, alle Rückrundenspiele des SVB mit 0:3 für den Gegner gewertet.

## Spielstätte
Der Verein trug seine Heimspiele im heimischen Grenzlandstadion Braunau aus, welches mit einem theoretischen Fassungsvermögen von 7500 Personen unter den Top 30 der größten Stadien Österreichs rangiert.

## Ehemalige Spieler
Auswahl:
| Österreich - Matthias Bleyer - Gerhard Breitenberger - Jochen Fallmann - Gerhard Fellner - Peter Hrstic - Daniel Kastner - Manfred Pamminger - Alexander Schriebl - Christoph Stückler - Hannes Toth - Bernd Winkler - Günther Jerabek - Ewald Kibler |  | Nigeria - Edith Agoye - Blessing Kaku - Louis Udoh Mazedonien - Miroslav Bojčeski Slowakei - Ján Kožiak Niederlande - Marcel Oerlemans |  | - Jochen Fallmann - Alexander Schriebl - Daniel Kastner |

## FC Braunau
Nach dem Konkurs der SVB wurde am 3. Mai 2002 mit dem FC Braunau sein ideologischer Nachfolgeverein gegründet. Die Initiative zur Vereinsgründung ging vom SVB Urgestein Herbert Trauner aus, der zuvor 42 Jahre im Verein verbracht hatte und zuletzt die Amateure der SVB betreute.
Bei der Gründung stellten die Vereinsverantwortlichen klar, dass der FC Braunau mit dem alten Verein im Grunde nichts zu tun hätte, jedoch an die Tradition der SVB anknüpfen und auch mit den Vereinsfarben Schwarz-Weiß auflaufen würde. Ebenso nutzte man das Grenzlandstadion Braunau als Austragungsort der Heimspiele.
Nach einem Mangel an freiwilligen Helfern und Personen für den Vorstand wurde der Verein mit Ende Juni 2022 aufgelöst. Dies hatte keine finanziellen Gründe. Die Jugendspieler des Vereins fanden Platz in den umliegenden Vereinen (Sportunion St. Peter am Hart und WSV-ATSV Ranshofen), mit denen schon einige Jahre vorher im Jugendbereich eine Spielgemeinschaft geführt worden war.
Die letzte Saison (2021/22) spielte der FCB in einer Spielgemeinschaft mit dem WSV-ATSV Ranshofen in der oberösterreichischen Landesliga West.

## Erfolge
- 8 × Zweitligateilnahme: 1993–2002
- 2 × Oberösterreichischer Landesmeister: 1992, 1993
- Erreichen des Viertelfinales im ÖFB-Cup 1998/99, knappe Niederlage vor 5500 Zuschauern gegen den Erzrivalen SV Ried (0:1 Tor: Anicic)[18]